# Binnish (nahija)
Nahija Binnish (ar. ناحية بنش) je nahija u okrugu Idlib, u sirijskoj pokrajini Idlib. Po popisu iz 2004. (prije rata), nahija je imala 35.166 stanovnika. Administrativno sjedište je u naselju Binnish.